# Leprous
Leprous est un groupe de metal progressif norvégien, originaire de Notodden. Il est formé en 2001. 

## Biographie
Après l'EP Silent Waters en 2004, et le CD démo autofinancé Aeolia en 2006, le groupe a enregistré Tall Poppy Syndrome en août 2008 chez Sensory Records of America, et l'album est sorti en mai 2009. Il reçoit de très bonnes critiques de la part des magazines spécialisés,,. En 2009, ils jouent avec Ihsahn, et avec le groupe de black metal Emperor. Ils participent aussi aux grands festivals ProgPower USA, et ProgPower Europe, puis joue à la fin de 2010, en première partie du groupe de metal symphonique suédois Therion pour leur tournée européenne.
Le troisième album studio du groupe, Bilateral, est publié le 24 août 2011. Ihsahn y est présent en tant qu'invité au chant.
Sur Facebook, le groupe annonce la sortie de leur quatrième album, intitulé Coal, le 20 mai 2013. La chanson Chronic est disponible à l'écoute sur le webzine Metal Hammer. Toujours sur Facebook, Leprous annonce que Rein Blomquist quitte le groupe le 10 août 2013, jouant ce jour sa dernière date au festival Brutal Assault en République tchèque. Il est remplacé par Martin Skrebergene, jouant sa première date le 13 août 2013 à Nantes. Leprous est également le groupe qui accompagne Ihsahn à tous ses concerts. Ihsahn est d'ailleurs invité plusieurs fois à chanter sur les chansons de Leprous, notamment sur les chansons Thorn et Contaminate Me, tirées respectivement des albums Bilateral et Coal.
Le 25 mai 2015, ils publient leur album The Congregation au label Inside Out Music. Un clip de la chanson The Price est tourné le 8 avril. Le 30 avril 2015, une autre chanson de l'album, Rewind, est publiée.
Le 25 août 2017, ils publient leur album Malina au label Inside Out Music. Il s'affilie aux genres du rock progressif, du math rock, et du metal avant-gardiste.
Le 25 octobre 2019 sort l'album Pitfalls au label Inside Out Music. Il a été enregistré pendant six mois de février à juillet 2019 et est considéré comme le plus grand changement de style musical connu par le groupe, beaucoup plus doux et subtil. Pour les besoins de l'orchestration, Leprous s'est entouré d'un trio de cordes dont le violoncelliste canadien Raphael Weinroth-Browne qui les accompagne sur la tournée 2019/2020 et qui avait précédemment collaboré sur Malina ainsi qu'en live sur la tournée 2017/2018. Les titres Below et Alleviate sont les premiers clips de Pitfalls à être dévoilés.
Le septième album du groupe, Aphelion, sort le 27 août 2021 et le huitième, Melodies of Atonement, est annoncé pour août 2024.

## Membres

### Membres actuels
- Einar Solberg - chant, claviers (depuis 2001)
- Tor Oddmund Suhrke - chant, guitare (depuis 2001)
- Baard Kolstad - batterie (depuis 2014)
- Simen Daniel Børven - basse, chœurs (depuis 2015)
- Robin Ognedal – guitare (depuis 2017)
- Raphael Weinroth-Browne - violoncelle (depuis 2017)

### Anciens membres
- Stian Lonar - basse (2001–2002)
- Esben Meyer Khristensen - guitare (2001–2003)
- Kenneth Solberg - guitare (2001–2003, 2003–2004)
- Truls Vennman - batterie (2001–2005)
- Halvor Strand - basse (2002–2010)
- Tor Stian Borhaug - batterie (2005–2007)
- Rein Blomquist - basse (2010–2013)
- Tobias Ørnes Andersen - batterie (2007-2014)
- Martin Skrebergene - basse (2013-2015)
- Øystein Landsverk - guitare  (2004-2016)

## Discographie

### Démos
- 2004 : Silent Waters
- 2006 : Aeolia

### Albums studio
- 2009 : Tall Poppy Syndrome
- 2011 : Bilateral
- 2013 : Coal
- 2015 : The Congregation
- 2017 : Malina
- 2019 : Pitfalls
- 2021 : Aphelion
- 2024 : Melodies of Atonement

### Album live
- 2016 : Live at Rockefeller Music Hall